# Lapsanastrum
Lapsanastrum là một chi thực vật có hoa trong họ Cúc (Asteraceae).

## Loài
Chi Lapsanastrum gồm các loài: